# 葉頌朗
葉頌朗（Ip Chong Long，1989年11月16日—），生於香港，香港足球運動員，司職中場，效力香港超級聯賽球會凱景。

## 球會生涯
葉頌朗生於香港，於小時候參加《足球訓練計劃》開始接觸足球，在中學一年級至中學三年級就讀於馬鞍山聖若瑟中學，於中學四年級轉往沙田區體育知名學校仁濟醫院董之英紀念中學就讀商科，並且代表學校參加學界足球比賽，期間贏得不少冠軍，其中在2006－2007年度的學界精英足球賽中獲選為最有價值球員，同時他亦是當時在丙組(地區)足球聯賽角逐的沙田球員，中學畢業後就讀香港城市大學應用社會科學系。2007年，葉頌朗獲得傑志總領隊伍健賞識，將他收歸旗下，並且於該年暑假獲得保送到意甲球隊阿特蘭大青年軍受訓的45日。 在意大利期間，葉頌朗可以和意大利球星韋利同場比賽，當時是一場阿特蘭大青年軍對預備組的友賽。2007－08年球季，葉頌朗在下半季在傑志開始獲得比較多上陣機會。2008年4月16日，他於傑志以2–2迫和馬來西亞球隊霹靂的亞協盃E組分組賽取得首個頂級賽事入球。2010年1月，葉頌朗被傑志外借給大中。
2011年夏季，葉頌朗加盟香港甲組足球聯賽球隊標準流浪，與此同時就讀於香港理工大學管理及市場學系。在2012年夏季轉投南區，葉頌朗於2013年10月19日遠射絕殺絕殺，助南區以2–1反勝晨曦，而葉頌朗出道7年終於。2014年6月，由於南區季尾決定不會參加來季的香港超級聯賽，所以葉頌朗加盟太陽飛馬。2015年7月，葉頌朗轉投香港超級聯賽球隊元朗。他於2016年1月10日以1–1賽和灝天黃大仙的聯賽取得加盟後的首個入球。在2016年8月轉投理文流浪，他於2017年4月23日以5–2大勝標準灝天的聯賽取得加盟後的首個入球。
2017年6月29日，葉頌朗應元朗主教練曾昭達回歸，並協助元朗於高級組銀牌決賽以3–0擊敗東方龍獅，相隔50年後再奪得冠軍。2018年夏季，葉頌朗正式結束職業足球生涯，並加入香港警隊。

## 國際賽生涯
2009年，葉頌朗入選香港奧運足球代表隊備戰東亞運集訓名單，歷史性贏得國際綜合運動會足球金牌。2014年春季，葉頌朗入選香港參與省港盃。2015年10月，葉頌朗入選香港踢11月14日的港澳埠際賽，最終香港以2–0擊敗澳門，捧走第71屆港澳埠際賽的冠軍。

## 榮譽
個人
- 香港學界精英賽 最有價值球員（2006–07年度）

元朗
- 香港高級組銀牌冠軍（2017–18季度）

香港代表隊
- 東亞運動會足球項目金牌（2009年）
- 龍騰盃冠軍（2011年）
- 香港傑出運動員選舉 香港最佳運動隊伍（2009年）
- 省港盃冠軍（2013年）
- 港澳埠際賽冠軍（2009、2010、2015年）

## 外部連結
- 香港足球總會網頁球員註冊資料 （页面存档备份，存于）